# اريك ديفيز
اريك ديفيز (26 أغسطس 1909 - 11 نوفمبر 1976) (بالإنجليزية: Eric Davies)‏ هو لاعب كريكت جنوب أفريقي. شارك مع منتخب جنوب أفريقيا الوطني للكريكت.

## وصلات خارجية
- اريك ديفيز على موقع إي آس بي آن كريك إنفو (الإنجليزية)